# Вја ал Тичино (Варезе)
Вја ал Тичино је насеље у Италији у округу Варезе, региону Ломбардија.
Према процени из 2011. у насељу је живело 5 становника. Насеље се налази на надморској висини од 183 м.